# Katherine LaNasa
Katherine LaNasa (New Orleans, Louisiana, 1. prosinca 1966.) je američka glumica. Najpoznatija je po ulogama u TV serijama "Three Sisters", "Dva i pol muškarca" i "Deception".

## Vanjske poveznice
- Katherine LaNasa u internetskoj bazi filmova IMDb-u (engl.)